# Хиліни (Мазовецьке воєводство)
Хиліни (пол. Chyliny) — село в Польщі, у гміні Шелькув Маковського повіту Мазовецького воєводства.
Населення — 138 осіб (2011).
У 1975-1998 роках село належало до Остроленцького воєводства.

## Демографія
Демографічна структура станом на 31 березня 2011 року:
|          | Загалом | Допрацездатний вік | Працездатний вік | Постпрацездатний вік |
| -------- | ------- | ------------------ | ---------------- | -------------------- |
| Чоловіки | 73      | 15                 | 51               | 7                    |
| Жінки    | 65      | 16                 | 38               | 11                   |
| Разом    | 138     | 31                 | 89               | 18                   |